# Palazzo della Magione del Tempio
Palazzo della Magione del Tempio si trova in piazza della Magione 6 a Lucca.

## Storia e descrizione
La "Magione del Tempio", che dà il nome al palazzo, era il luogo della sede dei Templari a Lucca, con chiesa e probabilmente anche con un antico ospedale. Dopo la fine dei Templari il palazzo passò ai Cavalieri di Malta. Il governo della Repubblica di Lucca, geloso della propria giurisdizione e volendo evitare ingerenze di nazioni straniere, limitò sempre il potere e l'autonomia dei Cavalieri; la Repubblica democratica, nata dopo l'invasione francese, indemaniò i loro beni nel 1799 e li assegnò all'ospedale di San Luca. La chiesa, situata nell'angolo nord-est della facciata dei palazzo, fu soppressa nel 1808, all'epoca dei decreti napoleonici, puntualmente attuati dalla principessa Elisa Baciocchi, sorella del Bonaparte. L'antica chiesa corrisponde alla parte della facciata oggi dipinta in rosso.
Sul finire del XIX secolo il palazzo subì un drastico restauro, con l'apertura di nuove finestre in facciata e la rimozione di gran parte degli stemmi nobiliari che vi si trovavano.

## Il giardino

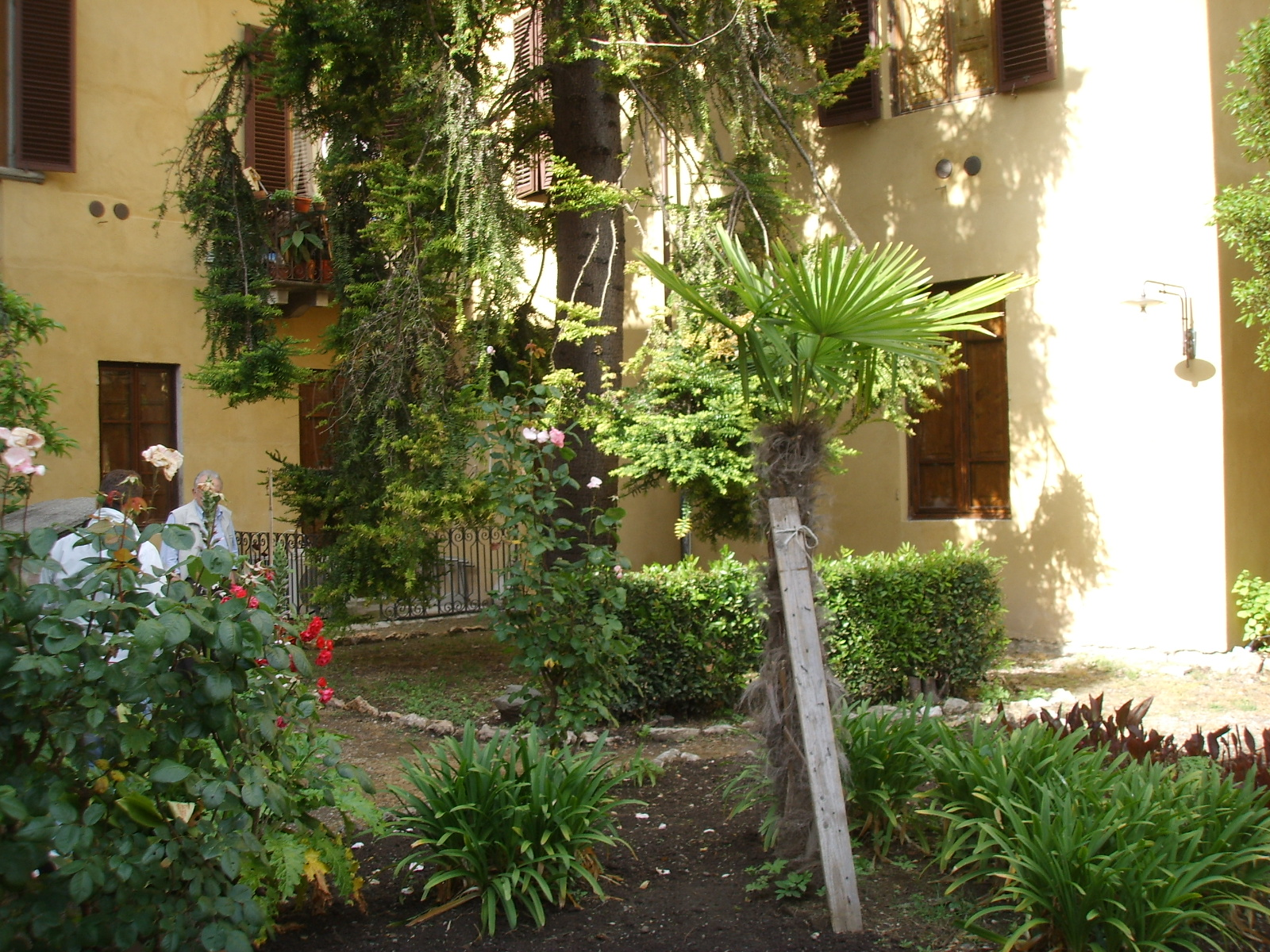
Un angolo del giardino

Il giardino, nato nel Seicento, mantenne la sua forma all'italiana fino alla fine del XIX secolo, poi, dopo un lungo periodo di decadenza, verso il 1940 venne preso in cura dal giardiniere dell'orto botanico di Lucca Bianchini, che lo arricchì di numerose varietà non comuni di fiori, alberi e arbusti.
Oggi si presenta con una serie di vialetti in ghiaia, che delimitano alcune aiuole di forma irregolare, con cordonature in pietra rustica. Tra le specie più interessanti un albero di kaki, due peri selvatici, un olivo, una palma e un sambuco capitozzato. Una vecchia pianta di alloro cela un rigoglioso acanto spontaneo. Altre specie sono i narcisi, un abete rosso e una grande araucaria alta circa 15 metri. Quest'ultima pianta è per la precisione un'Araucaria bidwillii, specie più unica che rara in Lucchesia, in quanto qui le condizioni climatiche non sono ottimali per il suo sviluppo. Questa araucaria fu infatti fortemente danneggiata dal gelo nel 1985; nonostante ciò riuscì a riemettere nuovi rami dal fusto riprendendo, dopo qualche anno, a crescere. La pianta può vegetare nel giardino anche perché, sui lati Nord e Est, è protetta dall'alto palazzo. 

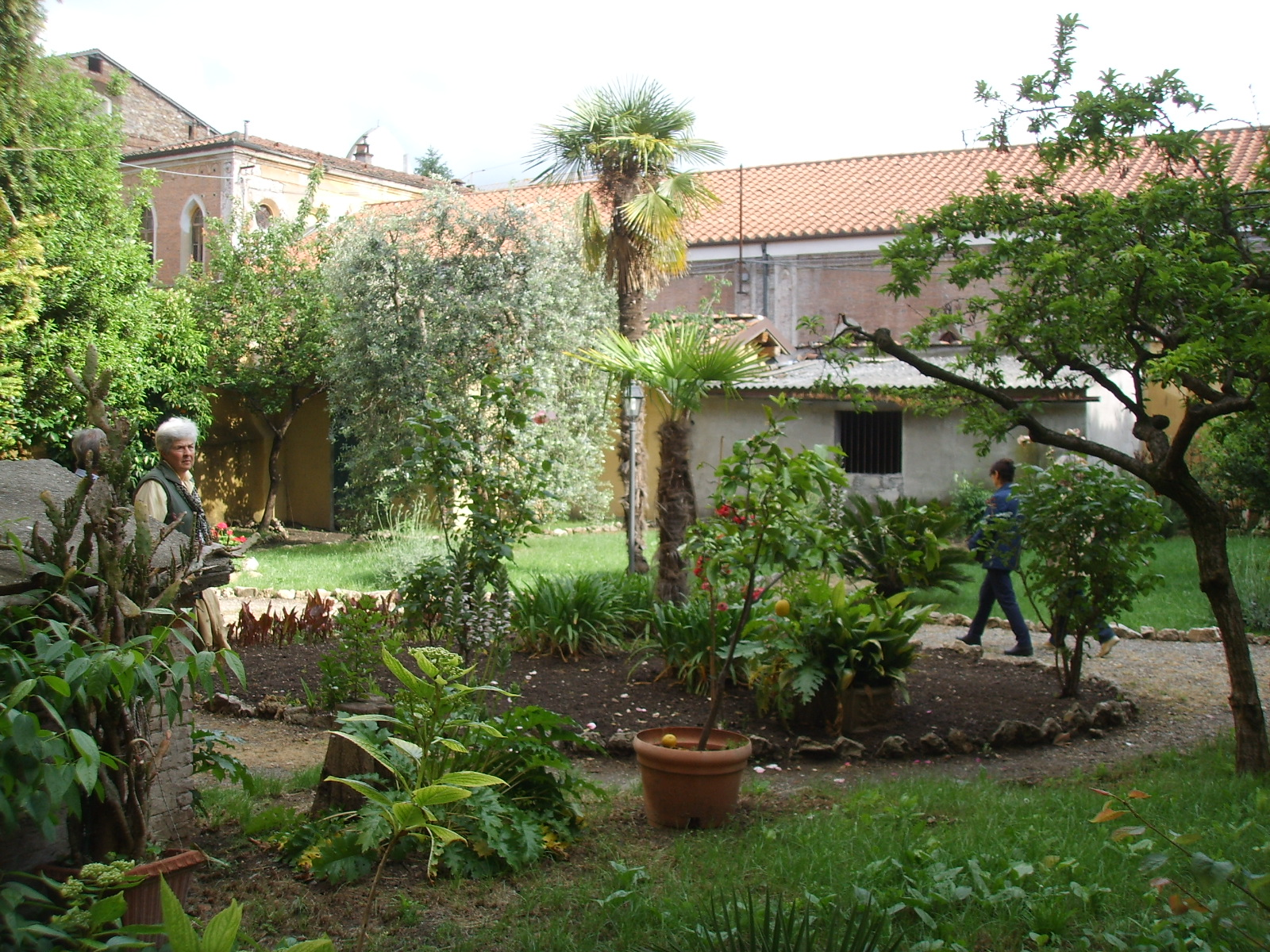
Il giardino

In anni recenti i proprietari, temendo danni al tetto, hanno effettuato una drastica potatura riducendo l'altezza dell'albero a circa 11 m.